# Oravská Polhora
Oravská Polhora é um município da Eslováquia, situado no distrito de Námestovo, na região de Žilina. Tem 84,52 km² de área e sua população em 2018 foi estimada em 3.967 habitantes.

## Demografia
| Ano:        | 1994 | 2004   | 2014   | 2024   |
| ----------- | ---- | ------ | ------ | ------ |
| Broj ljudi: | 3305 | 3623   | 3874   | 4025   |
| Razlika:    |      | +9,62% | +6,92% | +3,89% |

| Ano:               | 2023 | 2024   |
| ------------------ | ---- | ------ |
| Número de pessoas: | 4014 | 4025   |
| Diferença:         |      | +0,27% |